# (78125) Salimbeni
(78125) Salimbeni (2002 NU6) – planetoida z pasa głównego asteroid okrążająca Słońce w ciągu 4,41 lat w średniej odległości 2,69 j.a. Odkryta 11 lipca 2002 roku.